# 平口镇
平口镇，是中华人民共和国湖南省益阳市安化县下辖的一个建制镇。

## 行政区划
平口镇下辖以下地区：
新正社区、建平社区、永兴社区、范溪村、花园村、漾佳村、平山村、山洋村、上升村、沂溪村、金辉村、洪竹村、新坪村和兴果村。

## 交通
- 沪昆铁路：安化站